# Ascogaster scabricula
Ascogaster scabricula är en stekelart som först beskrevs av Anders Gustav Dahlbom 1833.  Ascogaster scabricula ingår i släktet Ascogaster och familjen bracksteklar. Arten är reproducerande i Sverige. Inga underarter finns listade.